# Biram Cut
Biram Cut is een bestuurslaag in het regentschap Aceh Utara van de provincie Atjeh, Indonesië. Biram Cut telt 459 inwoners (volkstelling 2010).